# Willem Hendrik I van Nassau-Usingen
Willem Hendrik I van Nassau-Usingen ('s-Hertogenbosch 12 mei 1684 n.s. - Usingen 14 februari 1718) was vorst van Nassau-Usingen. Hij stamt uit de Walramse Linie van het Huis Nassau.

## Biografie
Willem Hendrik was de tweede zoon van vorst Walraad van Nassau-Usingen en Catharine Françoise van Croÿ-Rœulx, dochter van graaf Eustache van Croÿ-Rœulx en Theodora Freiin von Kettler und Laghen.
Willem Hendrik werd op 27 februari 1691 ritmeester in het Staatse leger en op 21 december 1701 kolonel van het Regiment Walen. Hij raakte op 30 juni 1703 gewond in de Slag bij Ekeren. Hij nam in 1707 ontslag.
Willem Hendrik volgde in 1702 zijn vader op als vorst van Nassau-Usingen. Hij verkocht Niederhofheim aan de familie von Bettendorf.
Willem Hendrik stichtte in 1707 de naar hem genoemde plaats Wilhelmsdorf. De Wilhelm-Heinrich-Straße in Wilhelmsdorf is naar hem genoemd. Aan het oude stadhuis aldaar is in 2013 een plaquette met zijn beeld aangebracht.

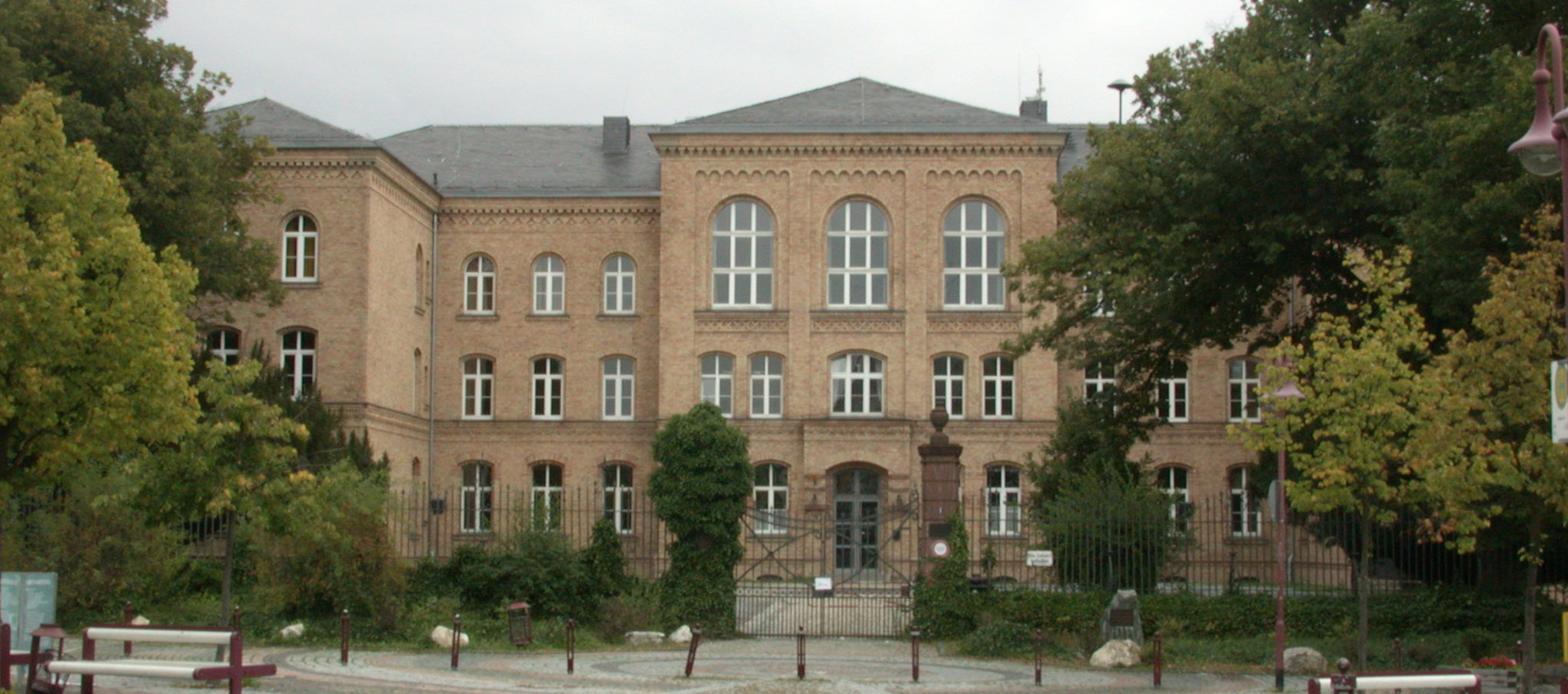
Slot Usingen (tegenwoordig de Christian-Wirth-Schule)
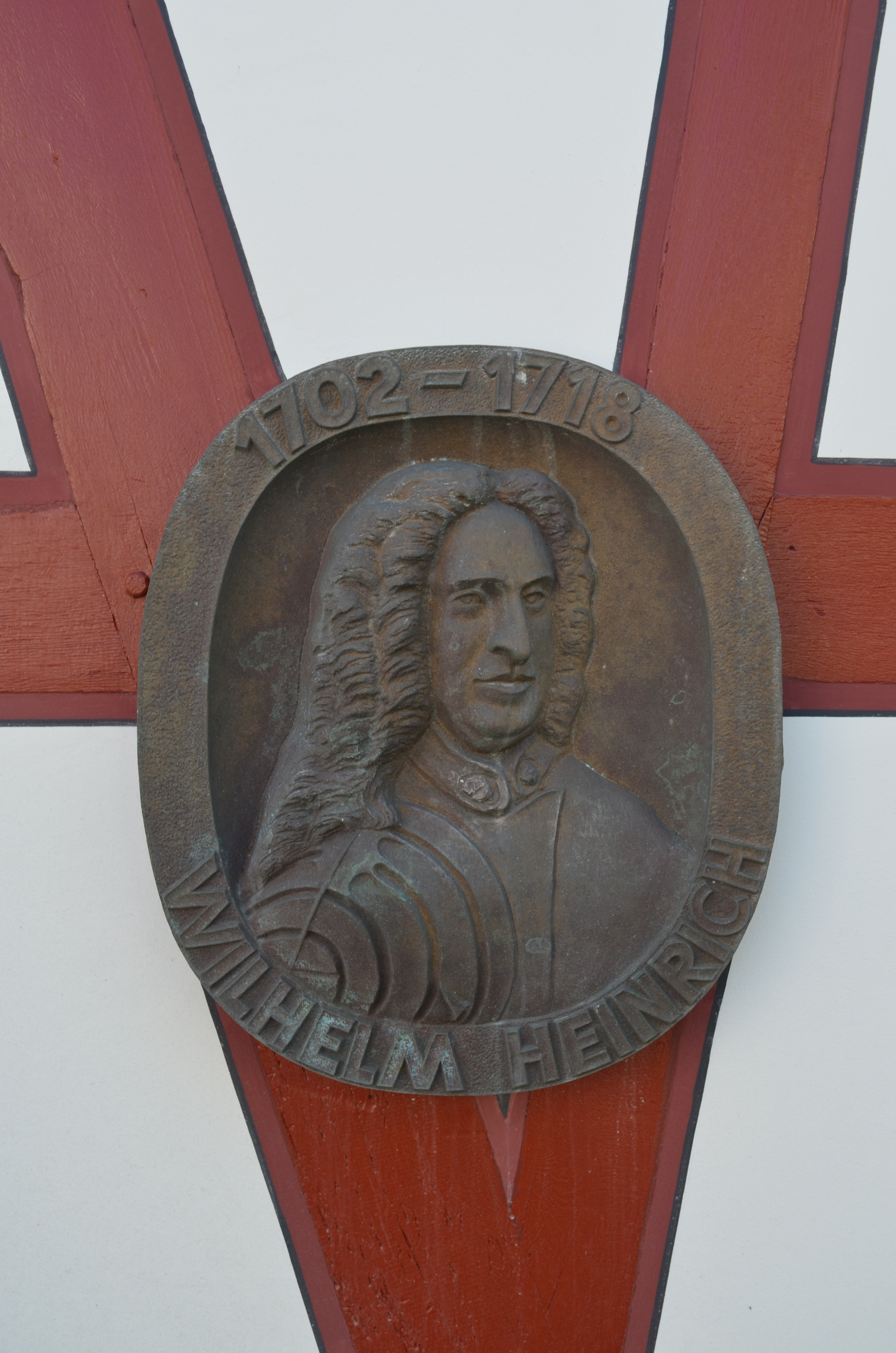
Plaquette aan het oude stadhuis van Wilhelmsdorf

## Huwelijk en kinderen
Willem Hendrik huwde te Dillenburg in april 1706 met Charlotte Amalia van Nassau-Dillenburg (Dillenburg 13 juni 1680 o.s. - Slot Biebrich 11 oktober 1738), dochter van vorst Hendrik van Nassau-Dillenburg en Dorothea Elisabeth van Liegnitz. Charlotte Amalia werd na het overlijden van haar man regentes voor haar twee zoons.

Uit dit huwelijk werden de volgende kinderen geboren:
1. Francisca Dorothea (Usingen 3 april 1707 - Wiesbaden 12 oktober 1750).
2. Hendrik Ferdinand (Usingen 3 juni 1708 - Usingen 20 december 1708).
3. Amalia Frederica Louise (Usingen 18 oktober 1709 - Usingen 14 december 1709).
4. Willem Adolf (Usingen 2 december 1710 - Usingen 27 december 1710).
5. Karel (Usingen 1 januari 1712 - Biebrich 21 juni 1775), volgde zijn vader op.
6. Doodgeboren kind (Usingen .. februari 1713).
7. Hedwig Henriëtte (Usingen 27 april 1714 - Frankfurt am Main 17 november 1786), was kanunnikes van het Sticht Herford.
8. Lodewijk August (Usingen 27 april 1714 - Usingen 16 december 1714).
9. Johannetta Christina (Usingen 28 oktober 1715 - Usingen 24 augustus 1716).
10. Willem Hendrik (Usingen 6 maart 1718 - Saarbrücken 24 juli 1768), volgde zijn vader op.